# William Forsythe
William Forsythe (Nova York; 7 de juny de 1955) és un actor estatunidenc.

## Biografia
Forsythe va néixer a Brooklyn, Nova York. El 1973 es va graduar en la South Shore High School. Va créixer veient pel·lícules i actors de l'edat daurada de Hollywood al costat de la seva mare, aficionada al cinema. El seu interès en l'actuació va sorgir després de ser obligat a interpretar a César en una obra escolar de "Juli Cèsar" de Shakespeare; Forsythe tenia deu anys llavors. Va continuar actuant en nombroses obres durant la secundària i més tard, amb 17 anys, es va traslladar a Manhattan per provar sort com a actor professional. Va aconseguir treball en teatres d'estiu i en altres xous de Broadway i off-Broadway, incloent diversos musicals que li van permetre mostrar les seves habilitats com a actor d'opera.
Més endavant, Forsythe es va mudar a Califòrnia, on va recórrer diversos estudis i agències de càsting intentant aconseguir treball. En una entrevista, Forsythe va confessar haver-se disfressat d'empleat d'una empresa de gas i fins i tot d'intèrpret de telegrames en un vestit de goril·la per poder entrar a les sessions de càsting. Finalment a principis dels anys 1980 va aconseguir alguns petits papers en pel·lícules de baix pressupost i en televisió, incloent papers en Hill Street Blues (1981-87) i un episodi de CHiPS (1977-1983), on va interpretar a un vil rocker punk. El seu primer paper important va arribar el 1984 quan el famós director italià Sergio Leone ho va triar per interpretar al gangster jueu Philip "Cockeye" Stein en Hi havia una vegada a Amèrica, al costat de Robert De Niro i James Woods.
Amb freqüència interpreta papers de "tipus rude", interpretant a criminals o policies. Va interpretar papers com el del gàngster desfigurat Flattop en Dick Tracy, protagonitzada per Warren Beatty, i el xantatgista Richie Madano en Buscant justícia de Steven Seagal. També va personificar al criminal Sammy "The Bull" Gravano en el telefilm de HBO, Gotti. Va interpretar a l'assassí en sèrie John Wayne Gacy Dear Mr. Gacy (2010), una adaptació al cinema de The Last Victim ("L'última víctima"), les memòries de Jason Moss, un estudiant universitari que va mantenir correspondència amb Gacy durant el seu últim any en el corredor de la mort. El 2011, va ser convidat a la sèrie d'època de HBO Boardwalk Empire, on va interpretar al gàngster jueu-ucraïnès Manny Horvitz en la segona i tercera temporada.

## Vida privada
Té tres filles: Rebecca (nascuda el 1990), Angelica (1992), del seu matrimoni amb la model Melody Munyan; i Chloe Merritt (1993).

## Filmografia
Les seves pel·lícules més destacades són:
| - King of the Mountain (1981) - Smokey Bites the Dust (1981) - The Miracle of Kathy Miller (1981) - The Man Who Wasn't There (1983) - Cloak & Dagger (1984) - Hi havia una vegada a Amèrica (Once Upon a Time in America) (1984) - The Lightship (1985) - Savage Dawn (1985) - Arizona baby (1987) - Extreme Prejudice (1987) - Weeds (1987) - Patty Hearst (1988) - Baixa Oklahoma (1988) - Tret mortal (Dead Bang) (1989) - Torrents of Spring (1989) - Dick Tracy (1990) - Blind Faith (1990) - Career Opportunities (1991) - Buscant justícia (Out for Justice) (1991) - Stone Cold (1991) - The Waterdance (1992) - American Em (1992) - The Gun in Betty Lou's Handbag (1992) - Cruel Doubt (1992) - Willing to Kill: The Texas Cheerleader Story (1992) - Relentless 3 (1993) - Direct Hit (1994) - Beyond Desire (1995) - Virtuosity (1995) - Palookaville (1995) - Coses per fer a Denver quan ets mort (Things to Do in Denver When You're Dead) (1995) - The Immortals (1995) - Gotti (1996) - El substitut (The Substitute) (1996) - For Which He Stands (1996) - The Rock (1996) - First Time Felon (1997) - Firestorm (1998) - Highway Hitcher (1998) - Ambushed (1998) - Soundman (1998) - Hell's Kitchen (1998) | - Dollar for the Dead (1998) - Hitman's Journal (1999) - Paradise Lost (1999) - 4 Days (1999) - Big City Blues (1999) - Blue Streak (1999) - The Last Marshal (1999) - Deuce Bigalow: Male Gigolo (1999) - Row Your Boat (1999) - Luck of the Draw (2000) - Malicious Intent (2000) - G-Men from Hell (2000) - Outlaw (2001) - Camouflage (2001) - Blue Hill Avenue (2001) - Coastlines (2002) - Hard Cash (2002) - City by the Sea (2002) - The Technical Writer (2003) - The Librarians (2003) - The Last Letter (2004) - Strikeforce (2004) - The L.A. Riot Spectacular (2005) - Els renegats del diable (The Devil's Rejects) (2005) - Larva (2005) - Hammerhead: Shark Frenzy (2005) - Freedomland (2006) - Jam (2006) - Halloween (2007) - 88 minuts (2007) - Hack! (2007) - Final Approach (2007) - Stiletto (2008) - iMurders (2008) - The Nail: The Story of Joey Nardone (2009) - The Rig (2010) - Dear Mr. Gacy (2010) - L.A., I Hate You (2010) - Infected (2011) |